# Arthur Dias
Arthur dos Santos Barbosa Dias (ur. 10 kwietnia 2007 w Campo Grande) – brazylijski piłkarz występujący na pozycji środkowego obrońcy, od 2025 roku zawodnik Athletico Paranaense.